# Волтгілл (Небраска)
Волтгілл (англ. Walthill) — селище (англ. village) в США, в окрузі Терстон штату Небраска. Населення — 682 особи (2020).

## Географія
Волтгілл розташований за координатами 42°8′56″ пн. ш. 96°29′34″ зх. д. / 42.14889° пн. ш. 96.49278° зх. д. (42.148853, -96.492870).  За даними Бюро перепису населення США в 2010 році селище мало площу 1,11 км², уся площа — суходіл.

## Демографія
Згідно з переписом 2010 року, у селищі мешкало 780 осіб у 207 домогосподарствах у складі 158 родин. Густота населення становила 704 особи/км².  Було 240 помешкань (217/км²).
Расовий склад населення:
| - 80,9 % — корінних американців - 15,6 % — білих - 0,6 % — чорних або афроамериканців - 0,3 % — вихідців з тихоокеанських островів - 0,1 % — азіатів |

До двох чи більше рас належало 2,2 %. Частка іспаномовних становила 3,3 % від усіх жителів.
За віковим діапазоном населення розподілялося таким чином: 40,0 % — особи молодші 18 років, 51,8 % — особи у віці 18—64 років, 8,2 % — особи у віці 65 років та старші. Медіана віку мешканця становила 24,8 року. На 100 осіб жіночої статі у селищі припадало 99,5 чоловіків;  на 100 жінок у віці від 18 років та старших — 95,0 чоловіків також старших 18 років.
Середній дохід на одне домашнє господарство  становив 36 924 долари США (медіана — 35 139), а середній дохід на одну сім'ю — 40 088 доларів (медіана — 38 281). Медіана доходів становила 32 847 доларів для чоловіків та 35 000 доларів для жінок. За межею бідності перебувало 33,1 % осіб, у тому числі 38,4 % дітей у віці до 18 років та 12,3 % осіб у віці 65 років та старших.
Цивільне працевлаштоване населення становило 221 осіб. Основні галузі зайнятості: освіта, охорона здоров'я та соціальна допомога — 40,7 %, публічна адміністрація — 14,9 %, мистецтво, розваги та відпочинок — 10,9 %, будівництво — 10,0 %.